# Danny McLennan
Danny McLennan, właśc. Daniel Morrison McLennan (ur. 5 maja 1925 w Stirling, zm. 11 maja 2004 w Crail) – szkocki piłkarz, grający na pozycji napastnika, trener piłkarski.

## Kariera piłkarska

### Kariera klubowa
W 1942 rozpoczął karierę piłkarską w Rangers F.C., ale wkrótce przeniósł się do Dundee F.C. W 1946 najpierw zasilił skład Stirling Albion F.C., a potem przeszedł do Falkirk F.C. Latem 1947 został piłkarzem East Fife F.C., w którym występował przez 10 lat do 1957. Na krótko powrócił do Dundee F.C., ale jeszcze w 1957 podpisał kontrakt z Berwick Rangers F.C., a po dwóch latach w 1959 zakończył karierę piłkarza.

## Kariera trenerska
Jeszcze będąc piłkarzem Berwick Rangers F.C. łączył w nim funkcje trenerskie. W latach 1960–1961 pracował w Stirling Albion F.C., a potem do 1962 w Worcester City F.C. Następnie wyjechał za granicę, gdzie prowadził reprezentacje Filipin, Mauritiusa, Rodezji, Iranu, Bahrajnu i Iraku.
W 1978 trenował norweski Kongsvinger IL, a potem Young Africans SC z Tanzanii. W 1984 został mianowany na selekcjonera reprezentacji Malawi, a potem kierował reprezentacjami Jordanii, Libii i Fidżi. Do 2000 roku trenował indyjski Churchill Brothers SC.

## Nagrody i odznaczenia

### Sukcesy klubowe
- zdobywca Pucharu Ligi Szkockiej: 1953